# Alternáló distanciaskála
Az alternáló distanciaskála fogalmát Bartók Béla műveinek analízise során alkotta meg a szakirodalom. Az alternáló distanciaskála (modellskála) 3 skála összefoglaló neve. Közös tulajdonságaik: bizonyos hangközök váltakoznak egy bizonyos elv (modell) szerint úgy, hogy a modell segítségével kapott hangkészlet oktávnyi periódusonként változatlanul megismétlődjék.
A gyakorlatban ez a következőket jelenti:

## 1:2-es alternáló distanciaskála
A skála alaphangjáról kezdve egy kis szekundot egy nagy szekund követ (vagy fordítva). Az oktávot így 8 részre osztottuk (a hagyományos dúr-moll skálával szemben, ahol 7 hanggal dolgozunk).
Pl. c-ről kezdve:
c, d, disz/esz, f, fisz/gesz, gisz/asz, a, h, c (innen újból kezdődik a sorozat)
Az 1:2-es modellskálának 3 transzpozíciója lehetséges, az előbbin kívül lehetséges még:
cisz/desz, disz/esz, e, fisz/gesz, g, a, aisz/b, c, cisz/desz
cisz/desz, d, e, f, g, gisz/asz, aisz/b, h
Bármelyik másik hangról elkezdhetjük alkalmazni a modellt, ekkor az előbbi három hangkészlet "kivágatát" kapjuk.
A skála hangjainak felsorolásakor tulajdonképpen mindegy, hogy az egyes hangoknak melyik (keresztes, illetve bés) változatát nevezzük meg, mert ennek csak a tonális-funkciós zenében van jelentőségük.
Az 1:2-es modellskála nem valamiféle mesterséges képződmény. Közvetlen előzményének mondhatjuk azokat a harmóniameneteket, amelyek során egy szűkített szeptimakkord plagális feloldásainak sorozataként a modellskála kerül a basszusba. (Liszt Ferenc darabjaiban figyelhető meg gyakran ez a jelenség.)
Példa a zeneirodalomból, ahol tetten érhetjük az 1:2-es modellskála használatát:
Bartók: 27 két- és háromszólamú női- és gyermekkar - Kánon

## 1:3-as alternáló distanciaskála
Egy kisszekundnyi hangtávolság váltakozik 3 kisszekundnyi hangtávolsággal.
Pl. c, cisz, e, f, gisz/asz, a, c

## 1:5-ös alternáló distanciaskála
Pl. c, cisz, fisz, g, c
Zeneirodalmi példa: Bartók: Mikrokozmosz - Notturno